# ستيف كيرلاخ
ستيف كيرلاخ (بالإنجليزية: Steve Gerlach)‏ هو كاتب أسترالي، ولد في 6 سبتمبر 1971.